# 司馬敦
司马敦（3世纪—281年），西晋宗室，司马懿三弟安平献王司马孚之孙，安平贞世子司马邕第三子，司馬隆之弟。
常山孝王司马衡无子，晋武帝以司马敦为嗣。咸宁三年（277年）正月初一丙子朔，立皇子司马裕为始平王，安平穆王司马隆弟司马敦为安平王（治所在今河北省冀州市）。太康二年（281年）三月丙申，安平王司马敦去世。武邑王司马承之子司马祐为嗣封长乐王。
| 前任： 司馬隆 | 晋朝安平王 277年－281年 | 繼任： 司馬邃之 |